# Сен-Сюльпис-де-Руайан
Сен-Сюльпи́с-де-Руайа́н (фр. Saint-Sulpice-de-Royan) — коммуна во Франции, находится в регионе Пуату — Шаранта. Департамент коммуны — Приморская Шаранта. Входит в состав кантона Руайан-Запад. Округ коммуны — Рошфор.
Код INSEE коммуны — 17409.

## Население
Население коммуны на 2010 год составляло 2798 человек.
| 1962 | 1968 | 1975 | 1982 | 1990 | 1999 | 2010 |
| ---- | ---- | ---- | ---- | ---- | ---- | ---- |
| 695  | 794  | 1129 | 1744 | 2101 | 2292 | 2798 |